# The Rising Tied
The Rising Tied ist das Debütalbum des Hip-Hop-Projekts Fort Minor von Linkin-Park-Mitglied Mike Shinoda. Es erschien 2005 über die Labels Machine Shop und Warner.

## Inhalt
Anders als über die branchentypischen Themen wie Frauen, Geld oder Drogen zu rappen, gehen die Texte von Shinoda in eine vollkommen andere Richtung: er rappt in Kenji zum Beispiel über die Internierung japanischstämmiger Amerikaner im Zweiten Weltkrieg.

## Produktion
Sämtliche Beats des Albums wurden von Mike Shinoda selbst produziert. Jay-Z fungierte dabei als Ausführender Produzent.

## Covergestaltung
Das Albumcover der Standard-Version zeigt im linken Teil verschiedene comic-artige Figuren und Gegenstände. Rechts daneben stehen die Schriftzüge Fort Minor und The Rising Tied.
Auf dem Cover der Limited-Version ist das Fort-Minor-Logo FM groß in rot zu sehen. Darüber steht in schwarz Fort Minor. Der Titel The Rising Tied befindet sich rechts unten im Bild, der Hintergrund ist weiß.

## Gastbeiträge
| Professionelle Bewertungen | Professionelle Bewertungen |
| -------------------------- | -------------------------- |
| Kritiken                   |                            |
| Quelle                     | Bewertung                  |
| laut.de                    | [ 3 ]                      |
| rap.de                     | [ 4 ]                      |
| allmusic                   | [ 5 ]                      |
| RapReviews.com             | [ 6 ]                      |
| about.com                  | [ 7 ]                      |

14 Titel des Albums enthalten Gastbeiträge anderer Künstler. So ist die Hip-Hop-Gruppe Styles of Beyond auf sechs Liedern (Remember the Name, Right Now, Feel Like Home, Back Home, Believe Me, Red to Black) vertreten. Die Sängerin Holly Brook und der Sänger Jonah Matranga sind bei Where’d You Go zu hören, während der Rapper Black Thought einen Gastauftritt auf Right Now hat. Common unterstützt Fort Minor bei Back Home und Cypress-Hill-Mitglied Eric Bobo tritt bei Believe Me in Erscheinung. Außerdem ist der Musiker John Legend bei High Road zu hören und Linkin-Park-DJ Joseph Hahn ist an Slip Out the Back beteiligt. Auf Red to Black sind des Weiteren Jonah Matranga und Kenna vertreten, während Celph Titled bei The Battle einen Gastauftritt hat. Die Bonussongs Be Somebody (Lupe Fiasco, Holly Brook, Tak), There They Go (Sixx John) und The Hard Way (Kenna) warten ebenfalls mit Features auf.

## Titelliste
| #  | Titel             | Gastbeiträge                               | Produzent    | Länge |
| -- | ----------------- | ------------------------------------------ | ------------ | ----- |
| 1  | Introduction      | Jay-Z                                      | Mike Shinoda | 0:43  |
| 2  | Remember the Name | Styles of Beyond                           | Mike Shinoda | 3:50  |
| 3  | Right Now         | Black Thought und Styles of Beyond         | Mike Shinoda | 4:14  |
| 4  | Petrified         |                                            | Mike Shinoda | 3:40  |
| 5  | Feel Like Home    | Styles of Beyond                           | Mike Shinoda | 3:53  |
| 6  | Where’d You Go    | Holly Brook und Jonah Matranga             | Mike Shinoda | 3:51  |
| 7  | In Stereo         |                                            | Mike Shinoda | 3:29  |
| 8  | Back Home         | Common und Styles of Beyond                | Mike Shinoda | 3:44  |
| 9  | Cigarettes        |                                            | Mike Shinoda | 3:40  |
| 10 | Believe Me        | Eric Bobo und Styles of Beyond             | Mike Shinoda | 3:42  |
| 11 | Get Me Gone       |                                            | Mike Shinoda | 1:56  |
| 12 | High Road         | John Legend                                | Mike Shinoda | 3:16  |
| 13 | Kenji             |                                            | Mike Shinoda | 3:51  |
| 14 | Red to Black      | Jonah Matranga, Kenna und Styles of Beyond | Mike Shinoda | 3:11  |
| 15 | The Battle        | Celph Titled                               | Mike Shinoda | 0:32  |
| 16 | Slip Out the Back | Joseph „Joe“ Hahn                          | Mike Shinoda | 3:56  |

Bonussongs der Special Edition:
| #  | Titel         | Gastbeiträge                  | Produzent    | Länge |
| -- | ------------- | ----------------------------- | ------------ | ----- |
| 17 | Be Somebody   | Lupe Fiasco, Holly Brook, Tak | Mike Shinoda | 3:15  |
| 18 | There They Go | Sixx John                     | Mike Shinoda | 3:17  |
| 19 | The Hard Way  | Kenna                         | Mike Shinoda | 3:54  |

## Chartplatzierungen und Singles
The Rising Tied stieg in der 49. Kalenderwoche des Jahres 2005 auf Platz 25 in die deutschen Charts ein und war insgesamt fünf Wochen in den Top 100 vertreten.
In den USA stieg das Album bis auf Platz 51 und konnte sich insgesamt 26 Wochen in den Charts halten.
Als Singles wurden Petrified, Remember the Name, Believe Me und Where’d You Go veröffentlicht.